# Julia (film, 2008)
Ne doit pas être confondu avec Julia (film, 1977).
Pour les articles homonymes, voir Julia.
Pour plus de détails, voir Fiche technique et Distribution.
Julia est un film français d'Érick Zonca sorti en 2008.

## Synopsis
Julia est une femme à la dérive, alcoolique et solitaire. Ses seuls contacts sociaux sont les réunions des alcooliques anonymes, auxquelles elle se rend sans conviction, et les hommes d'un soir, aussitôt oubliés dès l'ébriété dissipée. Après qu'elle a été renvoyée de son travail, elle se retrouve endettée et sans ressources.
Elle accepte alors la proposition d'Elena, une autre âme égarée, de l'aider à kidnapper le fils qui lui a été retiré pour être confié à son grand-père. Quand elle s'aperçoit qu'Elena n'a pas l'argent promis, elle enlève seule l'enfant pour réclamer une rançon au grand-père, un riche industriel.
De drame sentimental, le film se transforme alors en road movie. Julia se lance dans un périple, tant géographique qu'intérieur, qui la mènera de Los Angeles à Tijuana. Lorsque le garçonnet, pour lequel elle n'a manifesté jusque-là aucune tendresse, est enlevé par des ravisseurs mexicains, elle fait tout pour le retrouver... quoi qu'il doive lui en coûter.

## Fiche technique
- Réalisateur : Érick Zonca
- Scénario : Aude Py et Érick Zonca
- Adaptation du scénario : Roger Bohbot et Michael Collins
- Collaboration artistique : Camille Natta
- Directeur de la photographie : Yorick Le Saux
- Décorateur : Dorit Hurst
- Producteur : Allen Bain, Jeremy Burdek, Bertrand Faivre
- Langue : anglais, espagnol
- Sortie : 12 mars 2008 en France

## Distribution
- Tilda Swinton : Julia
- Saul Rubinek (V. F. : Pierre Santini) : Mitch, fidèle ami de Julia, ancien participant aux Alcooliques anonymes
- Aidan Gould : Tom, le garçon de 8 ans enlevé par Julia
- Kate del Castillo (V. F. : Marie Donnio) : Elena, la voisine mexicaine de Julia et mère de Tom
- Bruno Bichir (V. F. : Jacques Asencio) : Diego Rodriguez, la première rencontre de Julia à Tijuana
- Horacio Garcia Rojas : Santos, le ravisseur mexicain
- Jude Ciccolella : Nick, l'ex de Julia qui refuse de collaborer à l'enlèvement
- Gaston Peterson : Miguel, le « taxi » qui sert d'intermédiaire avec les kidnappeurs mexicains
- Eugene Byrd (V. F. : Hervé Pierre) : Leon, fournit le révolver à Julia
- Kevin Kilner : Johnny
- John Bellucci : Phillip

Source et légende : Version française (V. F.) sur le site d’AlterEgo (la société de doublage)

## Autour du film
Érick Zonca réalise Julia plus de 10 ans après le succès de La Vie rêvée des anges, son film précédent. Julia est en grande partie inspiré de Gloria (1980) de John Cassavetes.